# Joachim Hecker
Joachim Hecker (* 28. Juni 1964 in Mainz) ist ein deutscher Wissenschaftsjournalist, Kinderbuchautor und Science-Entertainer.

## Leben
Nach dem Abitur am Technischen Gymnasium Mainz absolvierte er seinen Zivildienst im Altenheim. Nach dem Studium der Elektrotechnik in Darmstadt arbeitete er kurzzeitig als Entwicklungsingenieur am GSI Helmholtz-Zentrum für Schwerionenforschung. Anschließend machte er ein zweijähriges Zeitungs-Volontariat bei der Westfalenpost (Funke Mediengruppe). Von 1995 bis 2017 war er beim Westdeutschen Rundfunk (WDR) angestellt, die meiste Zeit in der Wissenschaftsredaktion als Redakteur m. b. A & 1. Reporter. Seine Sendereihe „Joachims Experimente“ ist Teil der Sendung mit der „Maus zum Hören“ (seit 2001 beim WDR) und zählt zu den ältesten Formaten im deutschsprachigen Kinder- und Jugendradio.
Seit 2017 ist Hecker selbständiger Science-Entertainer und tritt mit Wissenschaft-Shows im In- und Ausland auf, namentlich Bosnien-Herzegowina, Indonesien, Litauen, Luxemburg, Polen, Österreich, Russland, Slowenien, Thailand, Türkei, Tschechien und USA, hauptsächlich für das Goethe-Institut.

## Veröffentlichungen
- Der Kinder Brockhaus – Experimente. Bibliographisches Institut & F. A. Brockhaus AG, 2005, ISBN 978-3-7653-2401-7.
- Der Kinder Brockhaus – Noch mehr Experimente. Bibliographisches Institut & F. A. Brockhaus AG, 2007, ISBN 978-3-7653-3211-1.
- Das Haus der kleinen Forscher. Rowohlt • Berlin Verlag GmbH, 2007, ISBN 978-3-87134-598-2.
- Das Haus der kleinen Forscher. Hörbuch. Der Audio Verlag GmbH, 2008, ISBN 978-3-89813-721-8.
- Der Kinder Brockhaus – Experimente. Neuauflage. F. A. Brockhaus in der wissenmedia GmbH, 2010, ISBN 978-3-577-07332-5.
- Frag doch mal … die Maus! Spannende Experimente. cbj-Verlag, 2011, ISBN 978-3-570-13987-5.
- Der Kinder Brockhaus – Geniale Experimente. F. A. Brockhaus / wissenmedia in der inmediaONE GmbH, 2013, ISBN 978-3-577-07340-0.
- Das große Baubuch Abenteuer Elektronik mit LEDs. Franzis Verlag GmbH, 2014, ISBN 978-3-645-65221-6.
- Das Raumschiff der kleinen Forscher. Rowohlt Verlag GmbH, 2017, ISBN 978-3-499-21738-8.
- Das Haus der kleinen Forscher & Das Raumschiff der kleinen Forscher. Doppelband. Impian Verlag Hamburg, ISBN 978-3-96269-054-0.